# ごきげんサンデー・ミュージック
『ごきげんサンデー・ミュージック』は、MBSラジオで2009年4月5日から2021年3月28日まで放送されていた創価学会単独提供の音楽番組である。
2018年4月8日以降の放送時間は、毎週日曜日の7:00 - 7:20。番組開始から2018年4月1日までは、毎週日曜日の7:00 - 7:30に放送されていた。

## 概要
パーソナリティの豊島美雪（フリーアナウンサー）が、月替わりで設けたテーマを基に、リスナーから募集したリクエストやメッセージをワンマンDJ形式で紹介。ロック・ポップス・演歌などジャンルを問わない音楽を流すとともに、暮らしに役立つ情報を届けていた。
プロデューサーは伊東正治（元・毎日放送アナウンサー）。番組内でリクエスト曲やメッセージを紹介する合間に、時刻を随時伝えていたが、生放送ではなく撮って出し方式の収録番組である。
豊島は当番組が始まるまで、MBSラジオで4年間にわたって、平日早朝の生ワイド番組『朝いちばん!豊島美雪です』でメインパーソナリティを務めていた。当番組では、同番組の雰囲気を随所に残しつつ、1ヶ月単位でテーマを設定。同局で流れる告知CMでも、豊島が小芝居や歌をはさみながら、必ず「〜月のテーマは○○」と紹介していた。

なお、MBSラジオでは1991年頃から、日本のAM局で唯一創価学会のCMを放送していなかった。創価学会が当番組のスポンサーに付いてからは、自社制作番組において、当番組の中でのみ同学会や聖教新聞のCMを流している。
また、番組開始から2018年4月1日までは、30分番組として放送されていた。しかし、2017年10月6日から毎週日曜日の9:15 - 9:30に編成していた『松井愛と小原正子のあさカツ♥』の放送枠を当番組の後半（7:20 - 7:30）へ移動したことに伴って、2018年4月8日から当番組の放送枠を7:00 - 7:20に短縮した。
MBSラジオが2021年4月から日曜午前の番組編成を大幅に見直すことを背景に、同年3月28日放送分で終了。この終了によって、MBSラジオの自社制作番組から、創価学会単独提供の番組が再び姿を消した。ただし、2013年4月6日から毎週土曜日の夜間（基本として21時台）に実施している『明日へのエール〜ことばにのせて〜』（TBSラジオ制作・創価学会単独提供の事前収録番組）の同時ネットは、当番組の終了後も続けられている。

## パーソナリティ
- 豊島美雪 - MBSラジオでは、2016年4月3日から、当番組の放送後（毎週日曜日の11:00 - 12:50）に『サンデーライブ ゴエでSHOW!』（生ワイド番組）でも浅越ゴエ（ザ・プラン9）とのコンビでパーソナリティを担当。『ゴエでSHOW!』には、当番組の終了後も出演を続けている。